# لوکاس کراناخ پدر
لوکاس کراناخ پدر (آلمانی: Lucas Cranach der Ältere; ‏ ۴ اکتبر ۱۴۷۲ – ۱۶ اکتبر ۱۵۵۳ میلادی) که؛ به خاطر پسرِ همچنین هنرمندش، لوکاس کراناخ پدر خوانده می‌شود، نقاش مشهور آلمانی دوران رنسانس و نیز طراح ماهری در حکاکی روی چوب و چوب‌تراشی بود.لوکاس کراناخ هنرمند نقاش و چوب‌کار ویژهٔ دربار و اشراف‌زادگان بود. در آن زمان و به ویژه در قرون وسطی، گاهی هنرمندان را بر مبنای حقوق و مزایای ویژه که هنرمند را مقید می‌ساخت که به کارهای دیگری نپردازد به کار می‌گرفتند. او بیشتر سال‌های کاری خود را برای الکتورز ساکسن یکی از ایالت‌های امپراتوری مقدس روم کار کرد. او در هنر نقاشی پرتره شهرت داشت و برای پرتره‌های خود، از هر دو قطب؛ شاهزادگان آلمانی و رهبران اصلاحات پروتستانی، که با آغوش باز او را می‌پذیرفتند استفاده می‌کرد، که این روند سبب نزدیکی او با هر دوی آن‌ها شد و از همین رهگذر از دوستان صمیمی مارتین لوتر، برادر روحانی شناخته می‌شد. او همچنین نقاشی موضوع‌های مذهبی را نخست در کاتولیک سنتی، و سپس در تلاش برای پیدا کردن راه‌های نو برای تحول در مذهب لوتریانیسم و دیدگاه‌های این مذهب با هنر به راه انداخت. کراناخ در طول زندگی حرفه‌ای خود به این روش ادامه داد و با نقاشی‌های برهنه از گفتارهای مطرح در اسطوره‌شناسی و دین، کاتولیک سنتی را به نقد کشید. در کارگاه بزرگ نقاشی او کارهای زیادی از دیدگاه و روایت‌های متفاوت موجود است. پسرش لوکاس کراناخ پسر، همراه با برادرش و دیگران، تا دهه‌ها پس از مرگ او با ایجاد نسخه‌های بیشتری از آثار پدر، کار او را ادامه دادند. لوکاس کراناخ را موفق‌ترین هنرمند آلمانی در زمان خود می‌دانند.

## نگرش‌های مذهبی
کارهای‌های مذهبی کراناخ منعکس کنندهٔ گستردگی اصلاح طلبی‌های پروتستانی او است که در نگرش شخصی او به تصاویر مذهبی جلوه گر است. در نخستین سری از کارهای مذهبی او، نقاشی چندین مدونا است. اولین حکاکی روی چوب (۱۵۰۵) او نیز نشان دهندهٔ مریم عذرا و سه تن از پرستاران در نماز قبل از به صلیب کشیدن عیسی مسیح است. بعدها او نقاشی ازدواج کاترین اسکندریه، یک سری از شهادت‌ها، و صحنه‌هایی از شوق دیدار (سفر عیسی به اورشلیم که به دستگیری و به صلیب کشیده شدنش انجامید) را ارائه داد.
پس از سال ۱۵۱۷ او نه تنها فقط گاهی و آن هم به ندرت به سراغ سوژه‌های قدیمی رفته، بلکه او به بیان برخی از اندیشه‌های اصلاح طلبان نیز پرداخت، اگر چه بیشتر پرتره‌های اصلاح طلبان و نقاشی‌هایی از صحنه‌های مذهبی مشترک بود. در یک نگاره از کارهای ۱۵۱۸ کراناخ است در آن یک مرد در حال مرگ «روح خود را به خدا، بدن خود را به زمین، و دستاوردهای دنیوی خود را به بستگان خود ارائه می‌دهد»، روح بالا می‌رود به دیدار با سه گانگان در آسمان، به رستگاری می‌رسد که به روشنی پیدا است که پیام نقاش نشان دادن این است که رستگاری به ایمان وابستگی دارد و نه بر انجام کارهای خوب.

## حکاکی روی چوب و چوب‌تراشی

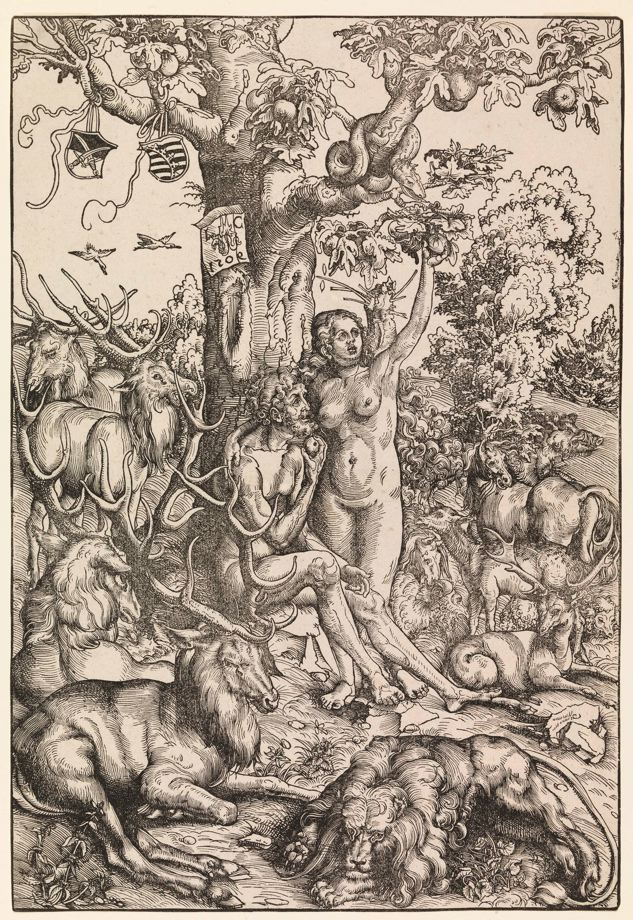
بهشت آدم و حوای کراناخ حکاکی روی چوب

## نگارخانه

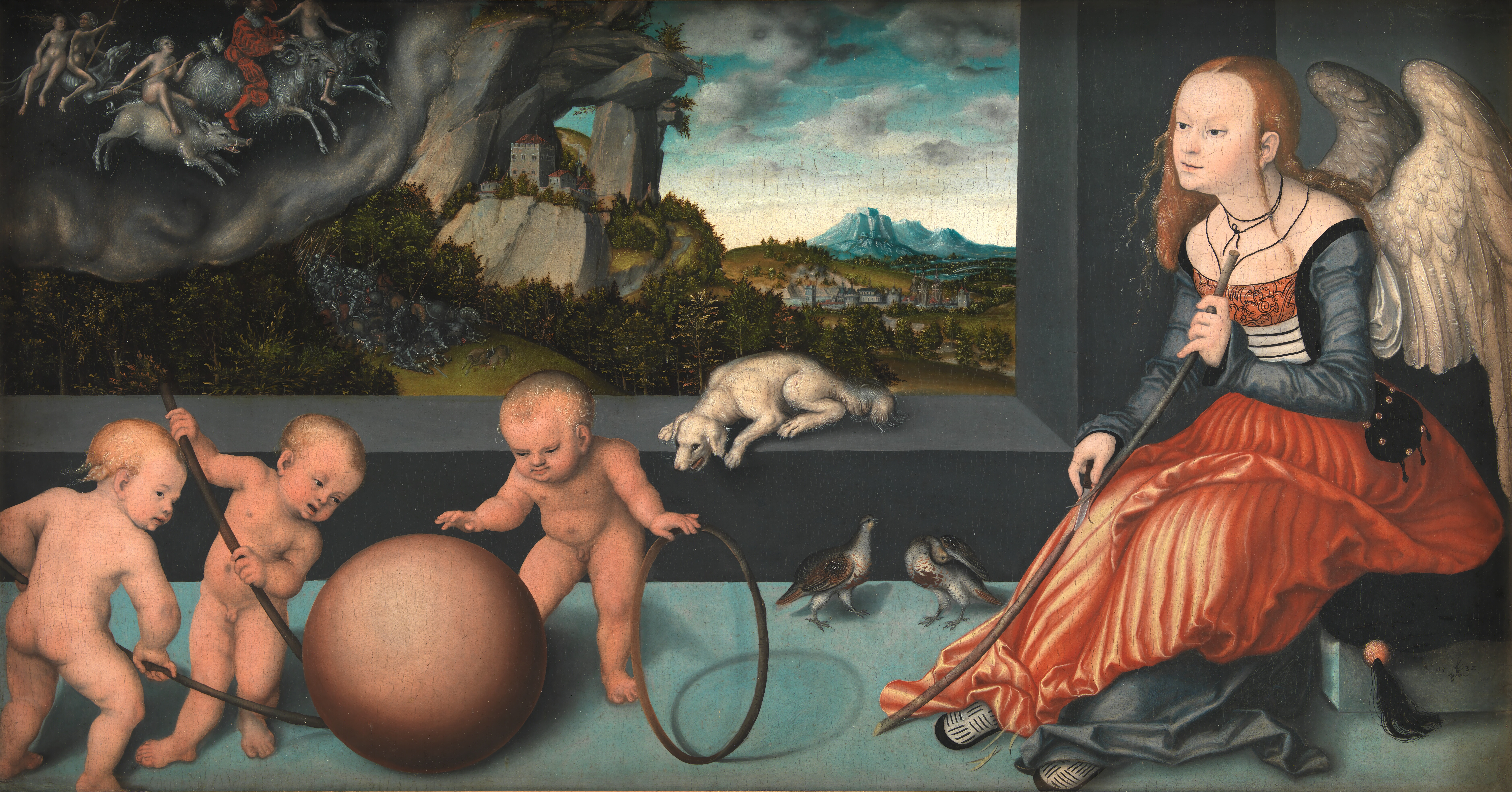
سودازدگی ۱۵۳۲ م. نگارخانه ملی دانمارک
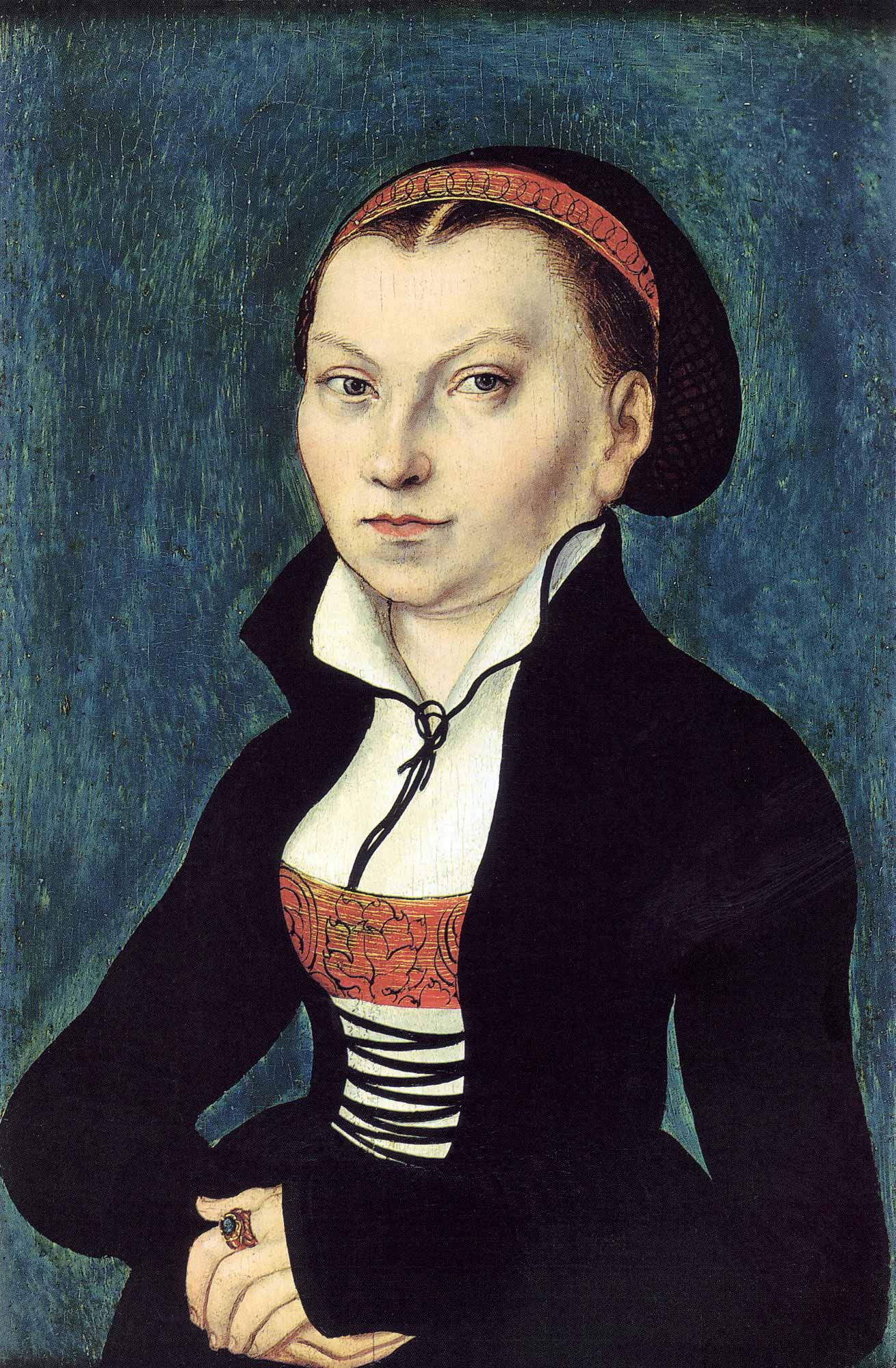
پُرترهٔ کاترینا فون بورا ۱۵۳۰ م.
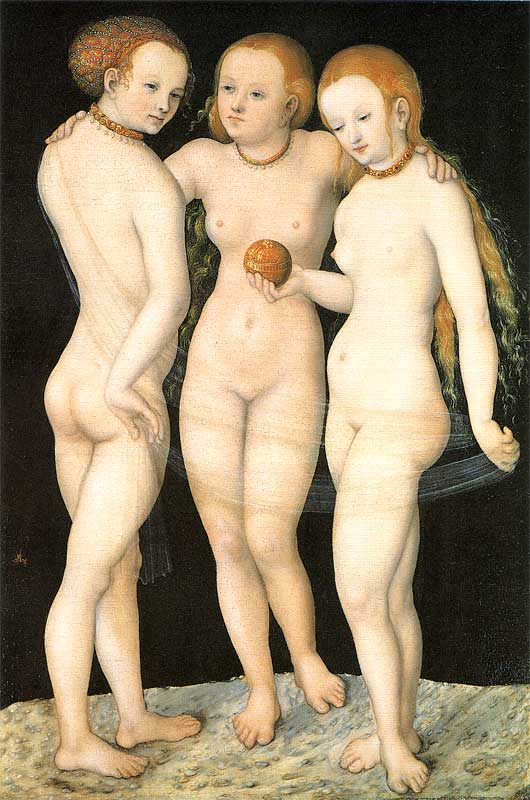
سه ظریف (۱۵۳۰)
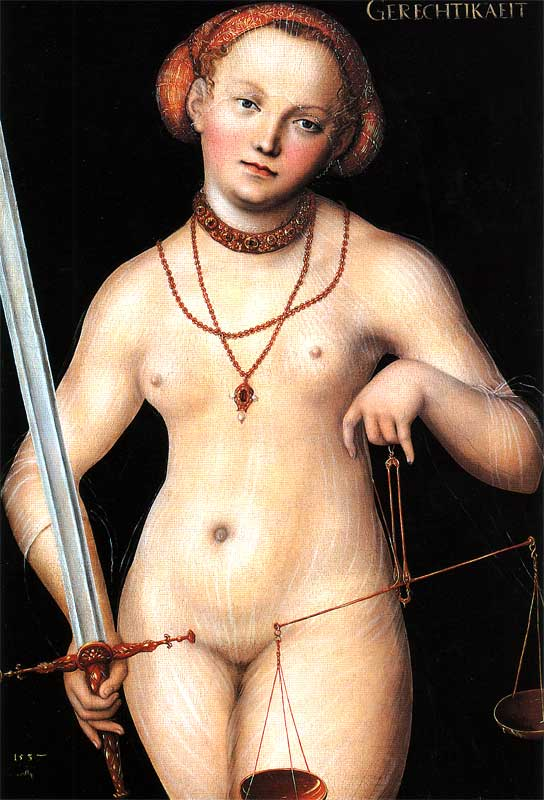
عدالت (۱۵۳۷)
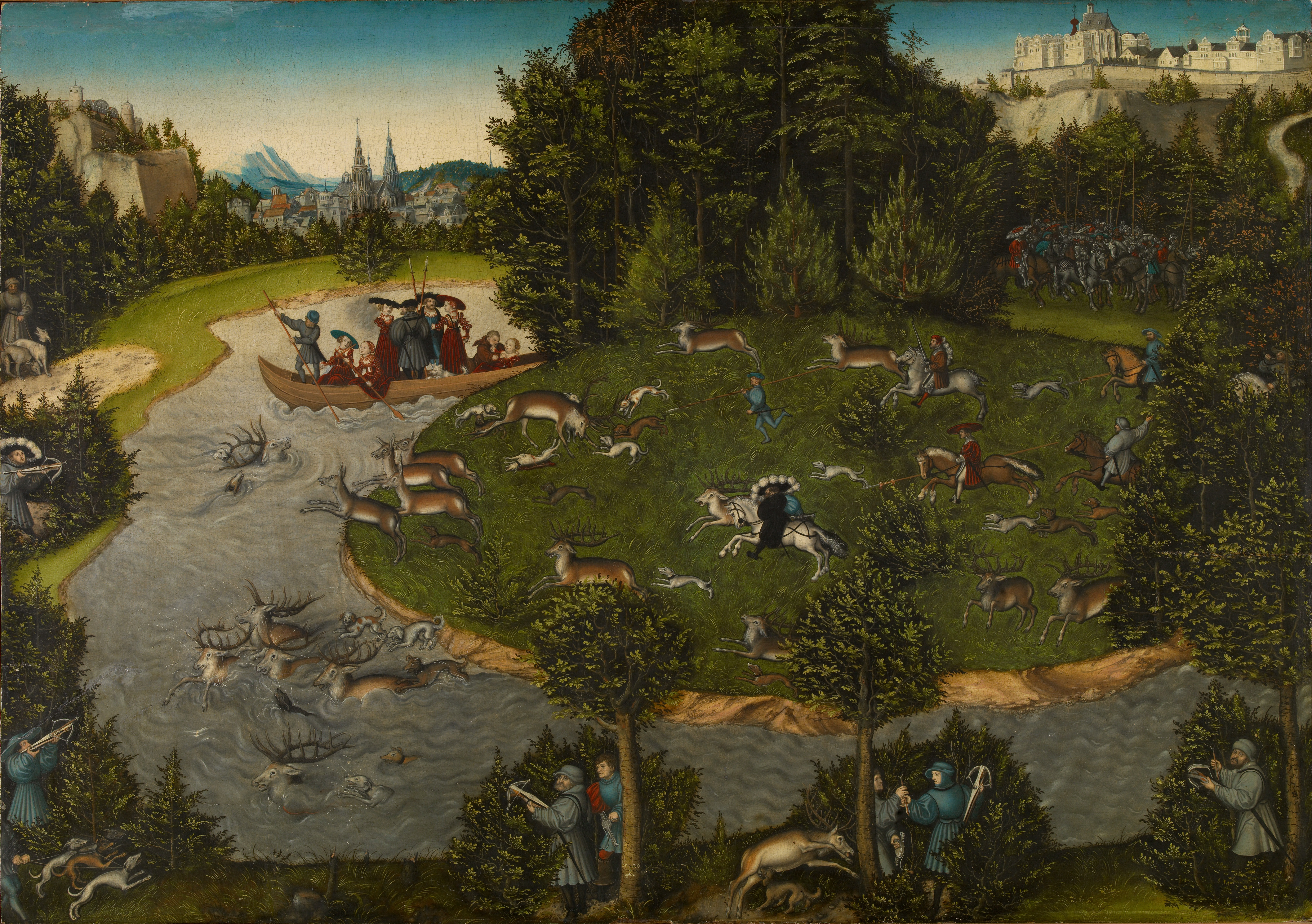
شکار گوزن به انتخاب فردریش حکیم ۱۵۲۶ م. موزه تاریخ هنر وین
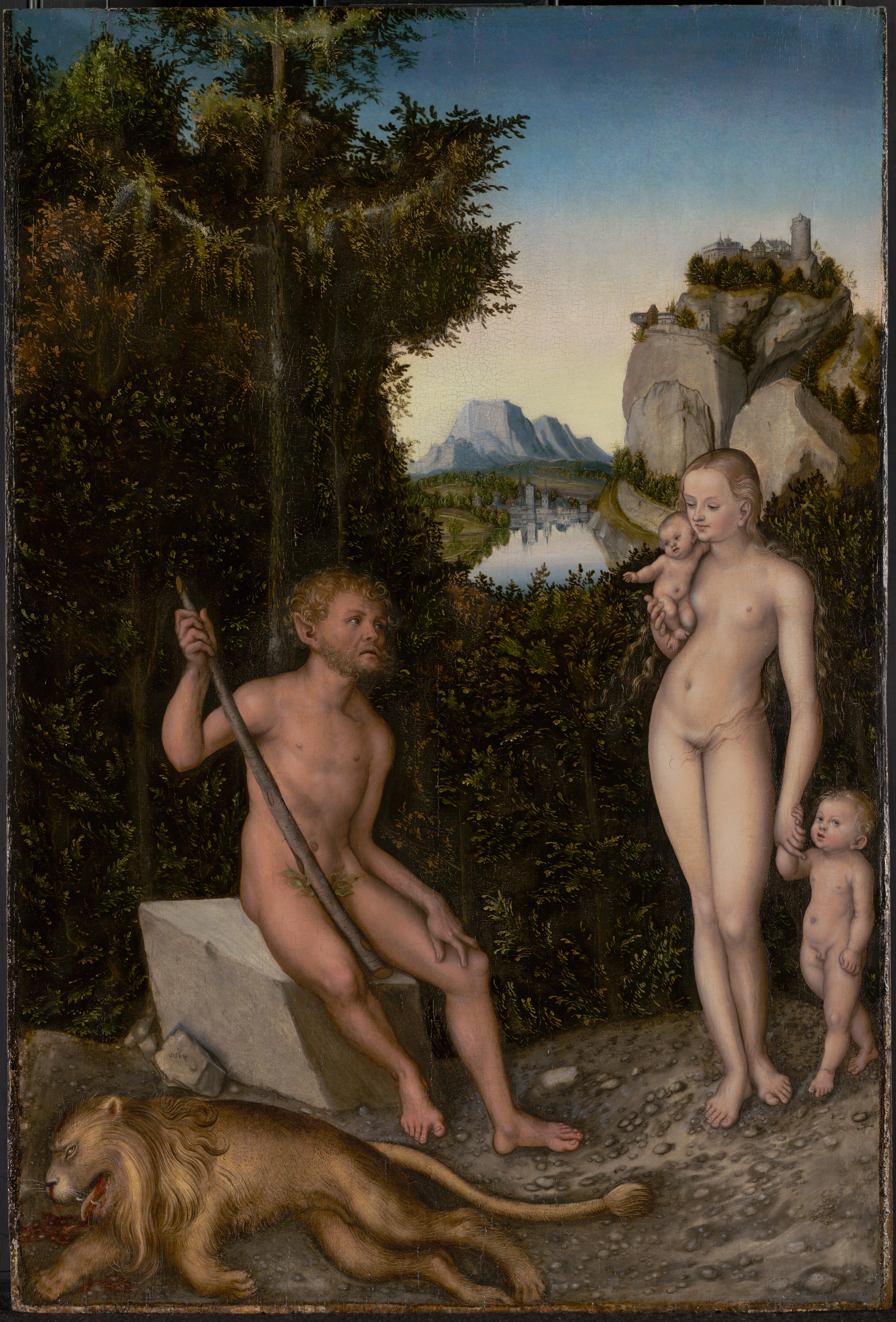
خدای جنگل و خانواده‌اش با شیر هلاک‌شده
۱۵۲۶ م.
موزه گتی